# Nagapattinam
Nagapattinam (tamilski: நாகப்பட்டினம்) – miasto w Indiach, w stanie Tamilnadu, stolica dystryktu Nagapattinam. W 2011 liczyło 102 905 mieszkańców.